# Hans-Günther Griep
Hans-Günther Griep (* 21. Juli 1923 in Goslar; † 27. Februar 2016 in Hannover) war ein deutscher Heimatforscher, Bauhistoriker, Denkmalpfleger und Architekt.

## Leben
Der Maurer- und Zimmermannsgeselle studierte an der Staatlichen Ingenieurakademie Hildesheim und der TH Braunschweig. Von 1945 bis 1986 arbeitete er in die Bauverwaltung der Stadt Goslar. Seit 1950 wirkte er im Arbeitskreis für Hausforschung mit und war auch lange Jahre aktives Mitglied in der Fachgruppe Denkmalpflege und im Ältestenrat des Niedersächsischen Heimatbundes sowie als stellvertretender Vorsitzender in der Arbeitsgruppe Bautechnik der Arbeitsgemeinschaft Historische Fachwerkstädte tätig. Er wurde 1958 Schriftführer im Vorstand des Harz-Vereins.
2003 erhielt Griep den Kulturpreis Harz. Der damalige Niedersächsische Minister für Wissenschaft und Kultur Lutz Stratmann verlieh ihm 2006 das Verdienstkreuz 1. Klasse des Niedersächsischen Verdienstordens.

## Schriften (Auswahl)
- Das Dach in Volkskunst und Volksbrauch. Müller Verlag, Köln-Braunsfeld 1983, ISBN 3-481-13671-4.
- Äten un Drinken im Harzerland. Thuhoff, Goslar 1977, 2. erw. Auflage 1983, ISBN 3-923867-02-6.
- Dachdeckerarbeiten – Tonziegel. Alsfeld 1985, OCLC 75187343.
- Goslar. Ein Kurzführer. Clausthal-Zellerfeld 1987, OCLC 76442929.
- Der Landkreis Goslar, seine Städte und Dörfer. Elm Verlag, Cremlingen 1988, ISBN 3-927060-00-3.
- Harzer Legenden. Geschichte in Geschichten. Thuhoff, Goslar 1989, ISBN 3-923867-08-5.
- Kleine Kunstgeschichte des deutschen Bürgerhauses. Wissenschaftliche Buchgesellschaft, Darmstadt 1985; 2. Aufl. 1992, ISBN 3-534-09233-3.
- Übersicht über Dachdeckungs- und Wandbekleidungsmaterialien, Schieferdeckerarbeiten. Verlag: Arbeitsgemeinschaft Historische Fachwerkstädte in Hessen und Niedersachsen, Hannoversch-Münden 1992, OCLC 257482776.
- Harzer Rechtsdenkmäler. Vom Adlerwappen bis zum Zeremonialschwert. Thuhoff, Goslar 1993, ISBN 3-923867-17-4.
- Holzbau. Reiseskizzen und Notizen. [Holzkonstruktionen]. Verlag: Deutsches Zentrum für Handwerk und Denkmalpflege, Fulda 1996, ISBN 3-931991-12-1.
- Goslars mittelalterliche Patrizierhäuser aus Stein. Verlag: Museumsverein, Goslar 1998, OCLC 76023295.
- Goslars Waaghaus. Verlag: Museumsverein, Goslar 1999, OCLC 76023310.
- Dachsanierung. Instandsetzung historischer Dach- und Wandeindeckungen. Deutsche Verlagsanstalt, Stuttgart 2002, ISBN 3-421-03382-X.
- Mythologie Harz. Märchen & Sage. Schadach, Goslar 2002, ISBN 3-928728-50-4.
- Das Bürgerhaus der baltischen Städte. Husum 2009, ISBN 978-3-89876-402-5.
- Weltkulturerbe Goslar. Goslar guide. 12. geänderte Auflage, Schadach, Goslar 2010, ISBN 978-3-928728-27-0.
- Die ältesten Niederlassungen im Weichbild Goslars. Verlag: Museumsverein, Goslar 2011, OCLC 837095564.
- Das Bergdorf vor Goslar. Papierflieger-Verlag, Clausthal-Zellerfeld 2013, ISBN 978-3-86948-284-2.